# In Search of a Midnight Kiss
In Search of a Midnight Kiss (lit. ‘En busca d'un petó a mitjanit’) és una pel·lícula estatunidenca del 2008 dirigida per Alex Holdridge.